# Moritz Pflueg
Nikolaus Moritz Pflueg (* 1. Oktober 1815 in Nordhusen; † 23. Juli 1892 in Brunsbüttel) war ein deutscher Politiker.

## Leben und Wirken
Moritz Pflueg war ein Sohn von Peter Pflueg (1779–1859) und dessen Ehefrau Catharina Dorothea, geborene Hedde (1780–1843), die am 14. Juni 1803 in Brunsbüttel heirateten. Der Vater besaß einen Hof in Nordhusen, arbeitete als Deichgraf und war Träger des Dannebrogordens.
Moritz Pflueg verbrachte Kindheit und Jugend gemeinsam mit zwei Brüdern und zwei Schwestern auf dem väterlichen Hof in Nordhusen. 1838 übernahm er das Anwesen mit mehr als 70 Dithmarscher Morgen, was mehr als 95 Hektar entsprach. Am 19. Oktober 1838 heiratete er Christine Magdalene Moritz (* 23. Januar 1819 in Westerdeich; † 23. Juli 1899 in Brunsbüttel). Das Ehepaar bekam zwei Söhne und sechs Töchter.
1864 teilte Pflueg den von ihm bewirtschafteten Gutshof und übertrug den sogenannten „Diekshof“ seinem ältesten Sohn Peter Hermann (1839–1915). 1873 übergab er das restliche Anwesen dem anderen Sohn Carl Friedrich (1847–1929). Er selbst erwarb einen Alterssitz in Brunsbüttel-Ort, der etwas weniger Fläche als das vorherige Anwesen hatte und auf dem er Obstwirtschaft betrieb. Dieses Anwesen befand sich 1970 noch im Besitz seiner Nachkommen.
Mit dem Ausbruch der Schleswig-Holsteinischen Erhebung 1848 schloss Pflueg sich dieser an und trat ein Jahr später in die Landesversammlung ein. Als 1850 gewählter Landesgevollmächtiger bekam er später die „Obervollmacht“. Er erhielt die Bezeichnung „Vollmacht Pflueg“, die sich zu einem über Dithmarschen hinaus bekannten Namen entwickelte. 1861 wurde Pflueg Mitglied der Holsteinischen Ständeversammlung. Nach 1864 zog er in den Provinziallandtag ein. Von 1879 bis 1888 war er Abgeordneter des Wahlkreises Süderdithmarschen im Preußischen Abgeordnetenhaus.
Pflueg galt als leidenschaftlicher Augustenburger und trat später in die Fortschrittspartei ein. Nach seinem Tod im Juli 1892 schrieben Zeitzeugen, dass ihm „in allen Kreisen der Bevölkerung aufrichtige Verehrung“ entgegengebracht worden sei.